# Dezești, Caraș-Severin
Dezești este un sat în comuna Fârliug din județul Caraș-Severin, Banat, România.

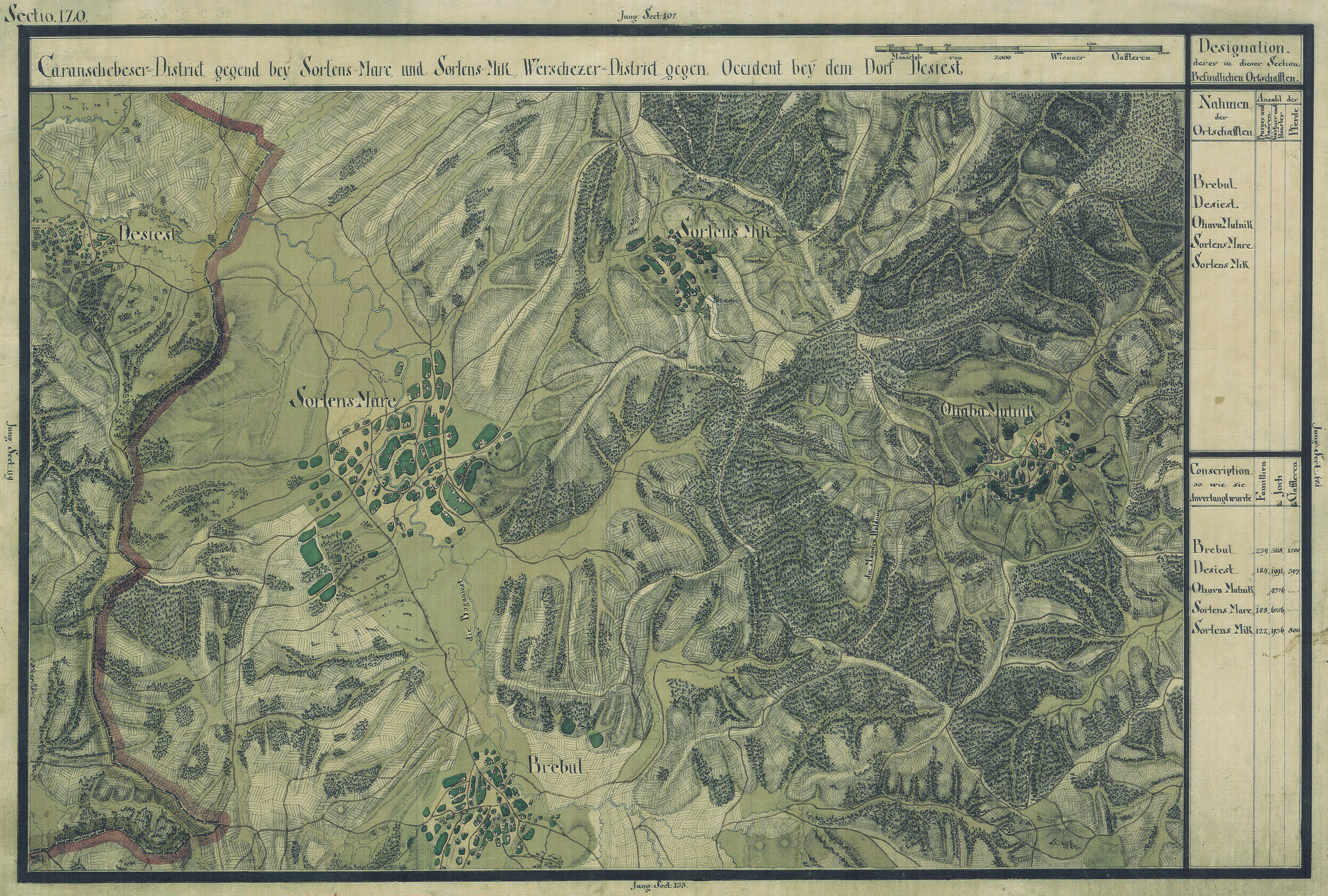
Dezești în Harta Iosefină a Banatului, 1769-72